# Columbus (Kansas)
Columbus település az Amerikai Egyesült Államok Kansas államában, Cherokee megyében, melynek megyeszékhelye is. Lakosainak száma 2929 fő (2020. április 1.).

## Népesség
A település népességének változása:

| 2010 | 3 312 |
| 2020 | 2 929 |